# بو جبريل مونتجومري
بو جبريل مونتجومري (بالسويدية: Bo Gabriel de Montgomery)‏ هو مؤرخ سويدي، ولد في 21 أبريل 1894، وتوفي في 16 أكتوبر 1969.